# Vladimir Kojoukharov
 (avril 2025).
Motif : PAs de vraies sources secondaires centrées
- Archive Wikiwix
- Bing
- Cairn
- DuckDuckGo
- E. Universalis
- Gallica
- Google
- G. Books
- G. News
- G. Scholar
- Persée
- Qwant
- (zh) Baidu
- (ru) Yandex
- (wd) trouver des œuvres sur Wikidata

| 1. | Préciser le motif de la pose du bandeau. | Précisez le motif de la pose du bandeau en utilisant la syntaxe suivante : {{admissibilité à vérifier\|date=mai 2025\|motif=remplacez ce texte par le motif}}                             |
| 2. | Informer les utilisateurs concernés.     | Pensez à avertir le créateur de l'article, par exemple, en insérant le code ci-dessous sur sa page de discussion : {{subst:avertissement admissibilité à vérifier\|Vladimir Kojoukharov}} |

Vladimir Kojoukharov, né le 1er juin 1936 à Tournai et mort le 6 février 2020 à Montpellier, est un chef d'orchestre, compositeur et librettiste franco-bulgare.

## Biographie
Vladimir Kojoukharov débute ses études musicales au Conservatoire d’État de Sofia, en Bulgarie, avant de se spécialiser en direction d'orchestre en Italie auprès du chef Franco Ferrara et en Allemagne auprès d'Herbert von Karajan.
Il dirige de nombreux orchestres d'Europe puis s'installe en France en 1986 où, sollicité par la DRAC Ile-de-France, il crée à Paris son premier opéra pour les enfants, le Paradis des chats. Basée sur un conte japonais, l’œuvre est entièrement chantée par des enfants.
Fort du succès de cette œuvre, il crée en 1990 à Montpellier une structure jusqu'alors unique en Europe dédiée à la formation lyrique d'enfants âgés de six à vingt-cinq ans : Opéra Junior. Il dirige cette entité jusqu'en 2009, créant pour elle de nombreuses pièces lyriques pour enfants.
Il décède en 2022.

## Distinctions
- En 1962, il remporte le Concours international de jeunes chefs d’orchestre de Besançon.
- En 1964, il est médaille d'argent du Concours international de direction d'orchestre Dimitris Mitropoulos de New York[4].

## Œuvres

### Composition
- 1986 : Le paradis des chats
- 1990 : Republica ! Republica !
- 1992 : Regard d'étoile. Choeurs d'enfants
- 1995 : Cendrillon

### Discographie
- 1990 : Le paradis des chats, Fécamp : Cybelia ; Epreville : distrib. Cybelia , 1990 (DL)
- 1996 : Cendrillon, Paris : Salabert ; Arles : distrib. Harmonia mundi France , 1996 (DL)
- 1997 : Le paradis des chats, Paris : Salabert ; Paris : distrib. Chamade , 1997 (P)

#### Bases de données et dictionnaires
- Ressources relatives à la musique :   - MusicBrainz
  - Muziekweb
  - Operone
- Ressource relative au spectacle :   - Les Archives du spectacle
- Ressource relative à l'audiovisuel :   - IMDb
- Notices d'autorité :   - VIAF
  - ISNI
  - BnF (données)
  - IdRef
  - LCCN
  - GND
  - WorldCat
- Operabase